# 粟田馬養
粟田 馬養（あわた の うまかい）は、奈良時代の貴族。官位は従五位上・備中守。

## 経歴
神亀3年（726年）従五位下に叙爵。天平2年（730年）太政官が諸学問に優れた人々に弟子を取って学問を教授させるべき旨を上奏した際、馬養は播磨乙安ら4人と共にそれぞれ弟子を2人取って漢語を教授するように命じられる。
治部少輔を経て、天平18年（746年）従五位上・筑前守、天平19年（747年）備中守に叙任されるなど、聖武朝後半に地方官を歴任した。

## 官歴
『続日本紀』による。
- 時期不詳：正六位上
- 神亀3年（726年） 正月21日：従五位下
- 天平15年（743年） 正月7日：見治部少輔[3]
- 天平18年（746年） 4月22日：従五位上。9月20日：筑前守
- 天平19年（747年） 11月4日：備中守

## 系譜
- 父：不詳
- 母：不詳
- 生母不明の子女
  - 女子：粟田廉刀自 - 藤原蔵下麻呂室